# Морицбург (Саксонија)
Морицбург (њем. Moritzburg) општина је у њемачкој савезној држави Саксонија. Једно је од 34 општинска средишта округа Мајсен. Према процјени из 2010. у општини је живјело 8.189 становника. Посједује регионалну шифру (AGS) 14627150.

## Географски и демографски подаци
Морицбург се налази у савезној држави Саксонија у округу Мајсен. Општина се налази на надморској висини од 166 метара. Површина општине износи 46,4 km². У самом мјесту је, према процјени из 2010. године, живјело 8.189 становника. Просјечна густина становништва износи 177 становника/km².

## Међународна сарадња
| Мјесто | Држава | Врста сарадње | Од    |
| ------ | ------ | ------------- | ----- |
|        | Чешка  | партнерство   | 1992. |
| Извор  |        |               |       |